# کولنو (شهرستان میندزیخوت)
کولنو (به لهستانی:  Kolno) یک روستا در لهستان است که در گمینا میندزیخوت واقع شده‌است.